# Lutz Müller (Polizist)

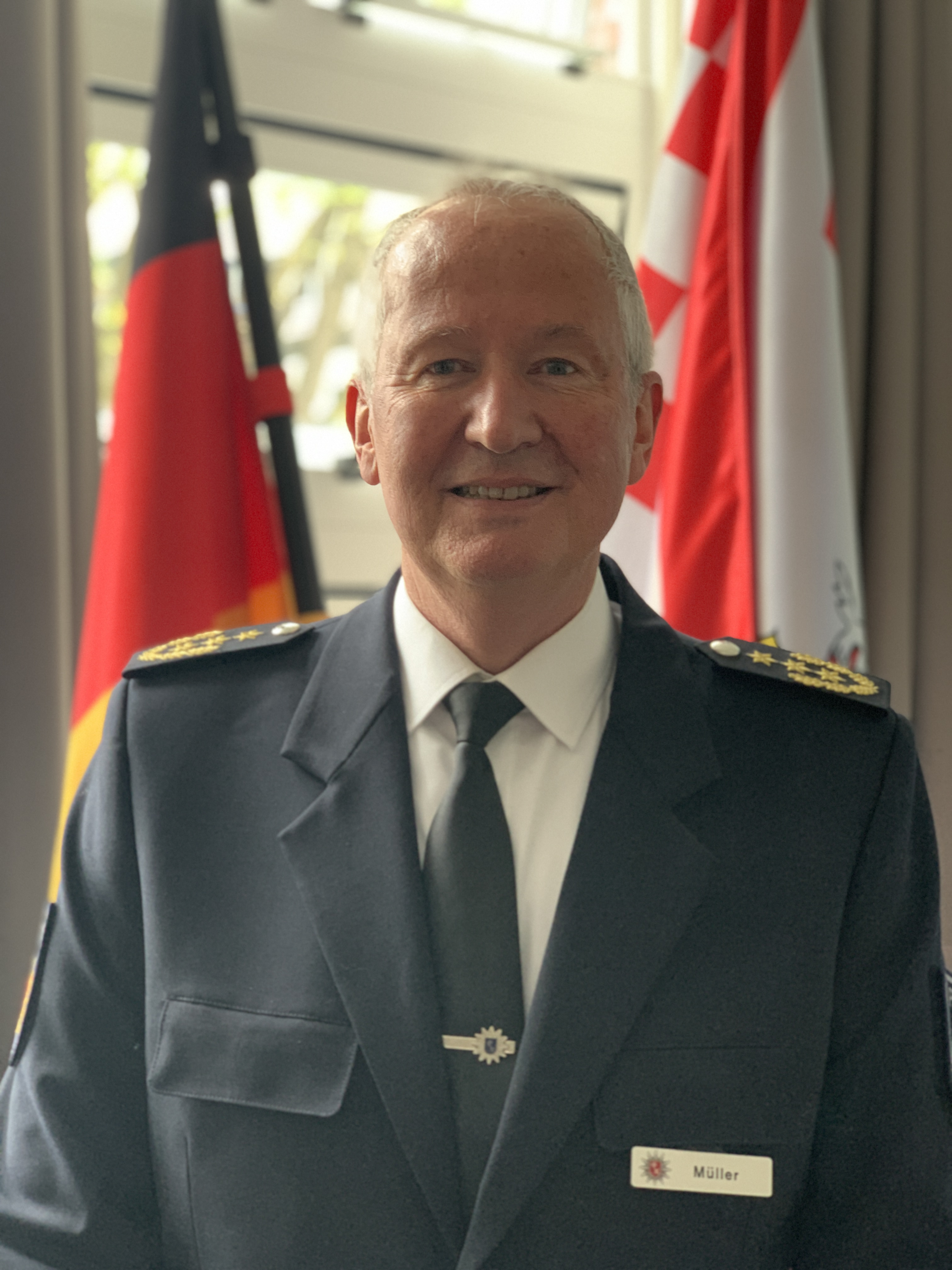
Lutz Müller im Mai 2021

Lutz Müller (* 22. November 1960 in Delmenhorst) ist ein deutscher Polizist und war vom 24. Februar 2012 bis zum 12. Mai 2021 Polizeipräsident der Polizei Bremen. Er ist Leiter der Abteilung Öffentliche Sicherheit beim Bremischen Senator für Inneres sowie Leiter des Bremer  Landeskrisenstabes zur Bekämpfung der COVID-19-Pandemie.

## Werdegang
Müller ist seit 1981 Angehöriger der Polizei Bremen. Nach verschiedenen Tätigkeiten in mehreren Bereichen innerhalb der Polizei wurde er 1995 als Leiter des Lagezentrums und stellvertretender Leiter des Führungsstabes zur Ortspolizeibehörde Bremerhaven versetzt.
1998 kehrte er zur Polizei Bremen zurück und übernahm die Leitung der Personalabteilung, bevor er 2000 Leiter des Instituts für Fortbildung der Polizei an der Hochschule für Öffentliche Verwaltung in Bremen wurde. Ab 2003 war er Mitarbeiter der Innenbehörde und dort unter anderem als Referatsleiter für „Führung und Einsatz des Polizeivollzugsdienstes“ tätig, bevor er sich 2008 erfolgreich um den Posten des Polizeivizepräsidenten bei der Polizei Bremen bewarb.
Nach dem Tod des damaligen Polizeipräsidenten Eckard Mordhorst übernahm Müller 2009 kommissarisch die Leitung der Behörde, bis Holger Münch am 1. Mai 2009 das Amt übernahm. Müller arbeitete daraufhin weiter in der Funktion des Polizeivizepräsidenten und bewarb sich nach der Ernennung Münchs zum Staatsrat und Stellvertreter des Senators für Inneres und Sport in Bremen erfolgreich für den Posten des Polizeipräsidenten. Seine Ernennung erfolgte am 24. Februar 2012.
Im Zuge einer von Innensenator Ulrich Mäurer angekündigten Polizeireform übernahm Müller ab dem 15. August 2016 zusätzlich die Leitung der Abteilung Öffentliche Sicherheit beim Bremischen Senator für Inneres, die er in Personalunion mit dem Polizeipräsidentenamt führte.
Müller übernahm am 20. März 2020 zudem die Leitung des Bremer  Landeskrisenstabes zur Bekämpfung der COVID-19-Pandemie. Seine Aufgaben als Polizeipräsident wurden in dieser Zeit durch Polizeivizepräsident Dirk Fasse wahrgenommen. Müller gab das Amt Anfang 2021 ab, um sich auf seine Aufgaben als Leiter des Krisenstabes konzentrieren zu können. Die Innenbehörde schrieb seine Stelle daraufhin aus, da die bisherige Doppelfunktion Müllers „nur über einen gewissen Zeitraum, nicht aber auf Dauer“ funktioniere. Die Polizei brauche einen Präsidenten, „der aktiv und gestaltend in die Geschicke einer so großen Behörde“ eingreife.
Am 12. Mai 2021 übergab Müller sein Amt an Dirk Fasse, der als sein Nachfolger ausgewählt worden war.

## Ehrungen
2014 erhielt Müller die Senator-Lothar-Danner-Medaille.